# صادق الشهابي
صادق عبد الكريم الشهابي تربوي وسياسي بحريني. شغل سابقا منصب وزير الصحة.

## السيرة
ولد الشهابي في العاصمة المنامة. حصل على ليسانس آداب في الدراسات الاجتماعية والفلسفية من جامعة الإسكندرية بمصر عام 1967 ودبلوم في السجلات الطبية من المعهد العالي للبحوث بمصر عام 1975 ودبلوم في السجلات الطبية من جامعة بريستول ببريطانيا عام 1976 وماجستير في إدارة المستشفيات والعلوم الصحية من جامعة منيسوتا بالولايات المتحدة عام 1984.
عمل مدرس بوزارة التربية والتعليم من 1967 إلى 1969 ثم رئيس السجلات الطبية بوزارة الصحة من 1969 إلى 1974 ثم رئيس شئون الموظفين بوزارة الصحة من 1974 إلى 1975 ثم مساعد إداري بمركز السلمانية الطبي من 1976 إلى 1980 ثم المدير التنفيذي المساعد لمركز السلمانية الطبي من 1980 إلى 1983 ثم مدير الشئون الإدارية والمالية بوزارة العمل والشئون الاجتماعية من 1983 إلى 1992 ثم الوكيل المساعد للشئون الاجتماعية بوزارة العمل والشئون الاجتماعية من 1992 إلى 1999 ثم الوكيل المساعد لشئون العمل بوزارة العمل والشئون الاجتماعية من 1999 إلى 2004. تم تعيينه عضوا في مجلس الشورى من 2005 إلى 2012 خلفا لهاشم الباش الذي تقرر نقله إلى ديوان وزارة الخارجية. في فبراير 2012 تم تعيينه وزيرا للصحة خلفا لفاطمة البلوشي التي كانت تجمع منصبي وزيرة الصحة ووزيرة التنمية الاجتماعية.

## التكريم
- وسام الشيخ عيسى بن سلمان آل خليفة من الدرجة الثالثة عام 2000.
- شهادة تفوق من البنك الدولي بواشنطن بالولايات المتحدة الأمريكية في مايو 2001.[2]